# Коморна
Коморна (пол. Komorna) — село в Польщі, у гміні Образув Сандомирського повіту Свентокшиського воєводства.
Населення — 323 особи (2011).
У 1975-1998 роках село належало до Тарнобжезького воєводства.

## Демографія
Демографічна структура на день 31 березня 2011 року:
|          | Загалом | Допрацездатний вік | Працездатний вік | Постпрацездатний вік |
| -------- | ------- | ------------------ | ---------------- | -------------------- |
| Чоловіки | 162     | 36                 | 110              | 16                   |
| Жінки    | 161     | 36                 | 92               | 33                   |
| Разом    | 323     | 72                 | 202              | 49                   |